# No, No, No
«No No No» (с англ. — «Нет Нет Нет») — R&B песня американской группы Destiny's Child для их дебютного альбома Destiny’s Child (1998). Песня продюсировалась Винсентом Гербертом, Робом Фусари и Вайклефом Джином и получила позитивные отзывы от музыкальных критиков. Оригинальная версия (Часть 1) и её ремикс при участии Вайклефа Джина (Часть 2) была выпущена дебютным синглом группы в конце 1997 года и достигла верхушки чарта в США, где была сертифицирована платиновой. Это был первый всемирный сингл группы, но второй сингл в Англии, после «With Me». Ремикс основан на примере песни «Strange, Games and Things» группы The Love Unlimited Orchestra.

## Вокал
- Основной вокал: Бейонсе Ноулз (2 куплета, 1 переход) и Келли Роулэнд (подпевает 2 куплета)
- Бэк-вокал: Келли Роулэнд, ЛиТоя Лаккет и ЛяТавия Роберсон

## Клип
В клипе «Часть 2», режиссёром которого является Даррен Грант, Вайклеф Джин играет на гитаре, а Destiny's Child параллельно поет. Когда он останавливается, то говорит группе «Все, что нам нужно сделать — это выпустить отпадный трек для клубов». Группа начинает танцевать в огромной комнате. Вайклеф Джин также появляется в клипе в соседней комнате.
В 1998 новый клип, режиссёр которого Даррен Грант, был сделан, что продвинуть «Часть 1». В клипе группа танцует в ночном клубе. В клип на Часть 2 присутствует видеосборник The Platinum's on the Wall выпуск с двумя дисками #1’s. В клипе на Часть 1 также присутствует видеосборник The Platinum’s on the Wall и дополнительное видео на австралийском выпуске The Writing's on the Wall.

## Реклама и успех в чарте
«No, No, No» дебютировал 64 строкой в Billboard Hot 100 29 ноября 1997и поднялась до третьей строки на восьмой неделе чарта. Он достиг пика на первой строке в чартах Hot 100 Singles Sales и Hot R&B/Hip-Hop Singles & Tracks 2 недели. Сингл вошёл в UK Singles Chart строкой 28 марта 1998, и провел восемь недель втоп-75.
Он был распродан более 146,000 копиями в Великобритании и 1 миллиона по всему миру.
В 1998 песня выиграла две Soul Train Lady of Soul Awards в категории «Лучший R&B/Соул Сингл Группы или Дуэта» и «Лучшая R&B/Соул или Новый Рэп Артист».

## Список композиций

### Американский Сингл
12" Сингл
Сторона A
1. «No No No» (Часть 2) (при участии Вайклефа Джина)
2. «No No No» (Часть 1)
3. «No No No» (Часть 2 без рэпа)

Сторона Б
1. «No No No» (Часть 2 Acapella) (при участии Вайклефа Джина)
2. «No No No» (Часть 2 Инструментальная)
3. «No No No» (Часть 1 Инструментальная)

### Британский сингл
12" Промо
Сторона A
1. «No No No» (Часть 2) (при участии Вайклефа Джина) — 3:30
2. «No No No» (Часть 1) — 4:08

Сторона Б
1. «No No No» (Funki Dred Mix) (при участии MCD) — 3:59
2. «No No No» (Funki Dred Mix) — 4:19

12" Camdino Soul Remix Promo
Сторона А
1. «No No No» (Camdino Soul Remix)

Сторона Б
1. «No No No» (Camdino Soul Remix Instrumental)

12" Сингл
Сторона A
1. «No No No» (Часть 2) (при участии Вайклефа Джина) — 3:27
2. «No No No» (Часть 1) — 4:08
3. «No No No» (Часть 2 без рэпа) — 3:05

Сторона Б
1. «No No No» (Funki Dred Remix) (при участии Вайклефа Джина) — 3:59
2. «No No No» (Funki Dred Remix) (при участии MCD) — 3:59
3. «No No No» (Camdino Soul Extended Remix) — 6:31

CD Сингл Часть 1
1. «No No No» (Часть 2) (при участии Вайклефа Джина) — 3:27
2. «No No No» (Часть 1) — 4:08
3. «No No No» (Часть 2) (Без рэпа) — 3:05
4. «Second Nature»

CD Сингл Часть 2
1. «No No No» (Часть 2) (при участии Вайклефа Джина) — 3:27
2. «Second Nature»
3. «You’re The Only One»

### Европейский сингл
CD Макси-Сингл
1. «No No No» (Часть 2) (при участии Вайклефа Джина) — 3:27
2. «No No No» (Часть 1) — 4:08
3. «No No No» (Funky Dred Remix 1) (при участии Вайклефа Джина) — 3:59
4. «No No No» (Funky Dred Remix 2) (при участии MCD) — 3:59
5. «No No No» (Camdino Soul Extended Remix) — 6:31

CD 2 Трек-Сингл
1. «No No No» (Часть 2) (при участии Вайклефа Джина) — 3:27
2. «No No No» (Часть 1) — 4:08

## Форматы и ремиксы
«No, No, No» (Camdino Soul Extended Remix)
«No, No, No» (Camdino Soul Remix)
«No, No, No» (Camdino Soul Remix — Edit)
«No, No, No» (Funki Dread Remix) (при участии Жармена Дюпри)
«No, No, No» (Funki Dread Remix) (при участии MCD)
«No, No, No» (Funki Dread Remix) (при участии Вайклефа Джина)
«No, No, No Часть 1» (Acapella)
«No, No, No Часть 1» (Инструментальная)
«No, No, No Часть 2» (Без Рэпа)
«No, No, No Часть 2» (Acapella) (при участии Вайклефа Джина)
«No, No, No Часть 2» (Инструментальная)
«No, No, No Часть 2» (#1’s Edit) (при участии Вайклефа Джина)

## Чарты
| Чарт (1998)                                               | Наивысшая позиция |
| --------------------------------------------------------- | ----------------- |
| Dutch Mega Single Top 100                                 | 2                 |
| Canadian Singles Chart                                    | 4                 |
| Canada Hot Digital Singles (Billboard)                    | 7                 |
| Eurochart Hot 100 Singles (Billboard)                     | 12                |
| Germany Media Control Top 100 Singles                     | 14                |
| Japan J-Wave Tokio Hot 100                                | 6                 |
| Swedish Singles Chart                                     | 12                |
| UK R&B Chart                                              | 1                 |
| UK Singles Chart                                          | 5                 |
| Американский Billboard Hot 100                            | 3                 |
| Американский Billboard Hot Dance Music/Maxi-Singles Sales | 1                 |
| Американский Billboard Hot R&B/Hip-Hop Songs              | 1                 |